# Saison 2022-2023 des Pistons de Détroit
La saison 2022-2023 des Pistons de Détroit est la 82e saison de la franchise, la 75e au sein de la National Basketball Association (NBA) et la 66e saison dans la ville de Détroit.
Les Pistons ont terminé avec le pire bilan de la ligue et le second pire bilan de l'histoire de la franchise, avec seulement 17 victoires, leur faisant manquer les playoffs pour la quatrième saison consécutive. C'est leur première saison à plus de 60 défaites depuis la saison 1993-1994.
À l'issue de la saison régulière, l'entraîneur Dwane Casey à la tête de l'équipe depuis 5 saisons est remercié, laissant le poste vacant pour l'intersaison.

## Draft
| Tour | Choix | Joueur          | Poste | Nationalité | Provenance             |
| ---- | ----- | --------------- | ----- | ----------- | ---------------------- |
| 1    | 5     | Jaden Ivey      | G     | États-Unis  | Boilermakers de Purdue |
| 2    | 46    | Ismaël Kamagate | C     | France      | Paris Basketball       |

## Matchs

### Summer League
| Summer League Total: 3-2 |

| Match | Date match | Équipe     | Score    | Meilleur marqueur  | Meilleur rebondeur   | Meilleur passeur  | Lieux Spectateurs      | Série |
| ----- | ---------- | ---------- | -------- | ------------------ | -------------------- | ----------------- | ---------------------- | ----- |
| 1     | 7 juillet  | Portland   | V 81-78  | Jaden Ivey (20)    | Isaiah Stewart (9)   | Jaden Ivey (6)    | Thomas & Mack Center 0 | 1 - 0 |
| 2     | 9 juillet  | Washington | V 105-99 | Isaiah Livers (20) | Isaiah Stewart (9)   | Charlie Moore (7) | Thomas & Mack Center 0 | 2 - 0 |
| 3     | 12 juillet | Indiana    | V 87-101 | Buddy Boeheim (18) | Braxton Key (5)      | Charlie Moore (5) | Thomas & Mack Center 0 | 2 - 1 |
| 4     | 14 juillet | Cleveland  | V 79-82  | Jules Bernard (14) | Balša Koprivica (10) | Charlie Moore (7) | Thomas & Mack Center 0 | 2 - 2 |
| 5     | 16 juillet | Orlando    | V 102-86 | Jules Bernard (22) | Jules Bernard (9)    | Charlie Moore (8) | Thomas & Mack Center 0 | 3 - 2 |

### Pré-saison
| Pré-saison Total: 0-4 (Domicile : 0-2; Extérieur : 0-2) |

| Match | Date match | Équipe                | Score     | Meilleur marqueur  | Meilleur rebondeur | Meilleur passeur    | Lieux Spectateurs            | Série |
| ----- | ---------- | --------------------- | --------- | ------------------ | ------------------ | ------------------- | ---------------------------- | ----- |
| 1     | 4 octobre  | @ New York            | D 96-117  | Jaden Ivey (16)    | Jalen Duren (14)   | Killian Hayes (5)   | Madison Square Garden 14 426 | 0 - 1 |
| 2     | 7 octobre  | @ La Nouvelle-Orléans | D 101-107 | Saddiq Bey (23)    | Trois joueurs (7)  | Cade Cunningham (8) | Smoothie King Center 13 309  | 0 - 2 |
| 3     | 11 octobre | Oklahoma City         | D 99-115  | Killian Hayes (20) | Jalen Duren (10)   | Killian Hayes (7)   | Little Caesars Arena 8 723   | 0 - 3 |
| 4     | 13 octobre | Memphis               | D 111-126 | Saddiq Bey (17)    | Jalen Duren (12)   | Cory Joseph (7)     | Little Caesars Arena 12 104  | 0 - 4 |

### Saison régulière
| Saison régulière Total : 17-65 (Domicile : 9-32; Extérieur : 8-33) |

| Match | Date match | Équipe       | Score     | Meilleur marqueur     | Meilleur rebondeur  | Meilleur passeur       | Lieux Spectateurs            | Série |
| ----- | ---------- | ------------ | --------- | --------------------- | ------------------- | ---------------------- | ---------------------------- | ----- |
| 1     | 19 octobre | Orlando      | V 113-109 | Bojan Bogdanović (24) | Jalen Duren (10)    | Cade Cunningham (10)   | Little Caesars Arena 20 190  | 1 - 0 |
| 2     | 21 octobre | @ New York   | D 106-130 | Saddiq Bey (26)       | Duren, Stewart (10) | Jaden Ivey (9)         | Madison Square Garden 19 812 | 1 - 1 |
| 3     | 22 octobre | @ Indiana    | D 115-124 | Cade Cunningham (22)  | Isaiah Stewart (16) | Bogdanović, Ivey (5)   | Gainbridge Fieldhouse 16 056 | 1 - 2 |
| 4     | 25 octobre | @ Washington | D 99-120  | Bojan Bogdanović (25) | Isaiah Stewart (10) | Jaden Ivey (4)         | Capital One Arena 13 196     | 1 - 3 |
| 5     | 26 octobre | Atlanta      | D 113-118 | Bojan Bogdanović (33) | Duren, Stewart (9)  | Cunningham, Joseph (6) | Little Caesars Arena 17 987  | 1 - 4 |
| 6     | 28 octobre | Atlanta      | D 112-136 | Cade Cunningham (35)  | Cade Cunningham (9) | Cade Cunningham (8)    | Little Caesars Arena 18 923  | 1 - 5 |
| 7     | 30 octobre | Golden State | V 128-114 | Saddiq Bey (28)       | Isaiah Stewart (13) | Cade Cunningham (9)    | Little Caesars Arena 20 190  | 2 - 5 |
| 8     | 31 octobre | @ Milwaukee  | D 108-110 | Cade Cunningham (27)  | Isaiah Stewart (11) | Cade Cunningham (7)    | Fiserv Forum 17 341          | 2 - 6 |

| Match | Date match  | Équipe          | Score     | Meilleur marqueur     | Meilleur rebondeur    | Meilleur passeur    | Lieux Spectateurs              | Série  |
| ----- | ----------- | --------------- | --------- | --------------------- | --------------------- | ------------------- | ------------------------------ | ------ |
| 9     | 2 novembre  | @ Milwaukee     | D 91-116  | Saddiq Bey (22)       | Isaiah Stewart (10)   | Cory Joseph (6)     | Fiserv Forum 17 341            | 2 - 7  |
| 10    | 4 novembre  | Cleveland       | D 88-112  | Cade Cunningham (19)  | Ivey, Noel (6)        | Cade Cunningham (5) | Little Caesars Arena 18 744    | 2 - 8  |
| 11    | 7 novembre  | Oklahoma City   | V 112-103 | Saddiq Bey (25)       | Isaiah Stewart (12)   | Cade Cunningham (7) | Little Caesars Arena 16 223    | 3 - 8  |
| 12    | 9 novembre  | @ Boston        | D 112-128 | Jaden Ivey (19)       | Trois joueurs (10)    | Jaden Ivey (6)      | TD Garden 19 156               | 3 - 9  |
| 13    | 11 novembre | @ New York      | D 112-121 | Bojan Bogdanović (25) | Duren, Stewart (8)    | Killian Hayes (7)   | Madison Square Garden 19 812   | 3 - 10 |
| 14    | 12 novembre | Boston          | D 108-117 | Bojan Bogdanović (28) | Bey, Duren (6)        | Killian Hayes (7)   | Little Caesars Arena 20 190    | 3 - 11 |
| 15    | 14 novembre | Toronto         | D 111-115 | Jaden Ivey (21)       | Bojan Bogdanović (28) | Jaden Ivey (8)      | Little Caesars Arena 16 988    | 3 - 12 |
| 16    | 17 novembre | @ L.A. Clippers | D 91-96   | Bojan Bogdanović (26) | Jalen Duren (9)       | Jaden Ivey (5)      | Crypto.com Arena 17 822        | 3 - 13 |
| 17    | 18 novembre | @ L.A. Lakers   | D 121-128 | Alec Burks (23)       | Jalen Duren (8)       | Killian Hayes (9)   | Crypto.com Arena 18 095        | 3 - 14 |
| 18    | 20 novembre | @ Sacramento    | D 129-137 | Jaden Ivey (24)       | Jalen Duren (8)       | Killian Hayes (6)   | Golden 1 Center 17 866         | 3 - 15 |
| 19    | 22 novembre | @ Denver        | V 110-108 | Bojan Bogdanović (22) | Bojan Bogdanović (9)  | Killian Hayes (9)   | Ball Arena 19 635              | 4 - 15 |
| 20    | 23 novembre | @ Utah          | V 125-116 | Bojan Bogdanović (23) | Jalen Duren (7)       | Ivey, Joseph (6)    | Vivint Smart Home Arena 18 206 | 5 - 15 |
| 21    | 25 novembre | @ Phoenix       | D 102-108 | Bojan Bogdanović (19) | Marvin Bagley (12)    | Killian Hayes (9)   | Footprint Center 17 071        | 5 - 16 |
| 22    | 27 novembre | Cleveland       | D 94-102  | Marvin Bagley (19)    | Marvin Bagley (10)    | Killian Hayes (8)   | Little Caesars Arena 18 240    | 5 - 17 |
| 23    | 29 novembre | New York        | D 110-140 | Isaiah Stewart (19)   | Marvin Bagley (7)     | Killian Hayes (6)   | Little Caesars Arena 14 864    | 5 - 18 |

| Match | Date match   | Équipe                | Score          | Meilleur marqueur     | Meilleur rebondeur  | Meilleur passeur       | Lieux Spectateurs           | Série   |
| ----- | ------------ | --------------------- | -------------- | --------------------- | ------------------- | ---------------------- | --------------------------- | ------- |
| 24    | 1er décembre | Dallas                | V 131-125 (OT) | Bojan Bogdanović (30) | Marvin Bagley (13)  | Killian Hayes (8)      | Little Caesars Arena 18 106 | 6 - 18  |
| 25    | 4 décembre   | Memphis               | D 112-122      | Saddiq Bey (24)       | Bey, Ivey (6)       | Saddiq Bey (7)         | Little Caesars Arena 20 088 | 6 - 19  |
| 26    | 6 décembre   | @ Miami               | V 116-96       | Bojan Bogdanović (31) | Isaiah Stewart (11) | Killian Hayes (6)      | FTX Arena 19 600            | 7 - 19  |
| 27    | 7 décembre   | @ La Nouvelle-Orléans | D 98-104       | Saddiq Bey (25)       | Jalen Duren (13)    | Killian Hayes (12)     | Smoothie King Center 14 073 | 7 - 20  |
| 28    | 9 décembre   | @ Memphis             | D 103-114      | Bojan Bogdanović (19) | Jalen Duren (12)    | Trois joueurs (5)      | FedExForum 17 103           | 7 - 21  |
| 29    | 11 décembre  | L.A. Lakers           | D 117-124      | Bojan Bogdanović (38) | Jalen Duren (13)    | Killian Hayes (9)      | Little Caesars Arena 20 190 | 7 - 22  |
| 30    | 14 décembre  | @ Charlotte           | V 141-134 (OT) | Alec Burks (27)       | Jalen Duren (19)    | Killian Hayes (8)      | Spectrum Center 14 303      | 8 - 22  |
| 31    | 16 décembre  | Sacramento            | D 113-122      | Bojan Bogdanović (22) | Jalen Duren (14)    | Ivey, Joseph (5)       | Little Caesars Arena 17 892 | 8 - 23  |
| 32    | 18 décembre  | Brooklyn              | D 121-124      | Bojan Bogdanović (26) | Jalen Duren (11)    | Killian Hayes (8)      | Little Caesars Arena 19 488 | 8 - 24  |
| 33    | 20 décembre  | Utah                  | D 111-126      | Jaden Ivey (30)       | Jalen Duren (14)    | Hayes, Ivey (5)        | Little Caesars Arena 15 622 | 8 - 25  |
| 34    | 21 décembre  | @ Philadelphie        | D 93-113       | Jaden Ivey (18)       | Marvin Bagley (10)  | Duren, Hayes (4)       | Wells Fargo Center 20 615   | 8 - 26  |
| 35    | 23 décembre  | @ Atlanta             | D 105-130      | Bojan Bogdanović (23) | Jalen Duren (8)     | Killian Hayes (5)      | State Farm Arena 17 028     | 8 - 27  |
| 36    | 26 décembre  | L.A. Clippers         | D 131-142 (OT) | Bojan Bogdanović (23) | Jalen Duren (12)    | Killian Hayes (10)     | Little Caesars Arena 20 190 | 8 - 28  |
| 37    | 28 décembre  | Orlando               | V 121-101      | Saddiq Bey (28)       | Jalen Duren (18)    | Bojan Bogdanović (5)   | Little Caesars Arena 20 190 | 9 - 28  |
| 38    | 30 décembre  | @ Chicago             | D 118-132      | Jaden Ivey (22)       | Isaiah Stewart (10) | Bogdanović, Ivey (6)   | United Center 21 667        | 9 - 29  |
| 39    | 31 décembre  | @ Minnesota           | V 116-104      | Bojan Bogdanović (28) | Marvin Bagley (10)  | Bogdanović, Joseph (5) | Target Center 16 233        | 10 - 29 |

| Match | Date match | Équipe              | Score     | Meilleur marqueur     | Meilleur rebondeur  | Meilleur passeur   | Lieux Spectateurs               | Série   |
| ----- | ---------- | ------------------- | --------- | --------------------- | ------------------- | ------------------ | ------------------------------- | ------- |
| 40    | 2 janvier  | @ Portland          | D 106-135 | Bojan Bogdanović (29) | Jalen Duren (11)    | Quatre joueurs (3) | Moda Center 19 393              | 10 - 30 |
| 41    | 4 janvier  | @ Golden State      | V 122-119 | Bojan Bogdanović (21) | Jalen Duren (11)    | Killian Hayes (13) | Chase Center 18 064             | 11 - 30 |
| 42    | 6 janvier  | @ San Antonio       | D 109-121 | Bojan Bogdanović (21) | Jalen Duren (9)     | Killian Hayes (7)  | AT&T Center 13 107              | 11 - 31 |
| 43    | 8 janvier  | Philadelphie        | D 111-123 | Killian Hayes (26)    | Isaiah Stewart (13) | Hayes, Ivey (6)    | Little Caesars Arena 18 898     | 11 - 32 |
| 44    | 10 janvier | @ Philadelphie      | D 116-147 | Trois joueurs (17)    | Hamidou Diallo (8)  | Cory Joseph (8)    | Wells Fargo Center 20 221       | 11 - 33 |
| 45    | 11 janvier | Minnesota           | V 135-118 | Saddiq Bey (31)       | Bey, Bogdanović (6) | Killian Hayes (9)  | Little Caesars Arena 15 906     | 12 - 33 |
| 46    | 13 janvier | La Nouvelle-Orléans | D 110-116 | Bojan Bogdanović (22) | Saddiq Bey (10)     | Hayes, Ivey (6)    | Little Caesars Arena 18 989     | 12 - 34 |
| 47    | 15 janvier | New York            | D 104-117 | Bey, Ivey (21)        | Isaiah Stewart (9)  | Killian Hayes (9)  | Little Caesars Arena 19 894     | 12 - 35 |
| 48    | 19 janvier | Chicago             | D 108-126 | Bojan Bogdanović (25) | Jalen Duren (12)    | Killian Hayes (8)  | Accor Arena 15 885              | 12 - 36 |
| 49    | 23 janvier | Milwaukee           | D 130-150 | Bojan Bogdanović (33) | Jalen Duren (15)    | Jaden Ivey (11)    | Little Caesars Arena 18 011     | 12 - 37 |
| 50    | 26 janvier | @ Brooklyn          | V 130-122 | Saddiq Bey (25)       | Saddiq Bey (9)      | Jaden Ivey (8)     | Barclays Center 17 732          | 13 - 37 |
| 51    | 28 janvier | Houston             | D 114-117 | Alec Burks (21)       | Jaden Ivey (7)      | Kevin Knox (7)     | Little Caesars Arena 19 411     | 13 - 38 |
| 52    | 30 janvier | @ Dallas            | D 105-111 | Bojan Bogdanović (29) | Alec Burks (9)      | Killian Hayes (7)  | American Airlines Center 19 777 | 13 - 39 |

| Match                  | Date match  | Équipe      | Score           | Meilleur marqueur     | Meilleur rebondeur  | Meilleur passeur   | Lieux Spectateurs                 | Série   |
| ---------------------- | ----------- | ----------- | --------------- | --------------------- | ------------------- | ------------------ | --------------------------------- | ------- |
| -                      | 1er février | Washington  | Reporté*        | Reporté*              | Reporté*            | Reporté*           | Little Caesars Arena              | -       |
| 53                     | 3 février   | Charlotte   | V 118-112       | Jaden Ivey (24)       | Isaiah Stewart (16) | Jaden Ivey (7)     | Little Caesars Arena 18 007       | 14 - 39 |
| 54                     | 4 février   | Phoenix     | D 100-116       | Saddiq Bey (25)       | Isaiah Stewart (9)  | Jaden Ivey (6)     | Little Caesars Arena 19 788       | 14 - 40 |
| 55                     | 6 février   | Boston      | D 99-111        | Bojan Bogdanović (21) | Jalen Duren (14)    | Killian Hayes (9)  | Little Caesars Arena 17 933       | 14 - 41 |
| 56                     | 8 février   | @ Cleveland | D 85-113        | Bojan Bogdanović (15) | Jalen Duren (9)     | Killian Hayes (6)  | Rocket Mortgage FieldHouse 19 432 | 14 - 42 |
| 57                     | 10 février  | San Antonio | V 138-131 (2OT) | Bojan Bogdanović (32) | Jalen Duren (17)    | Jaden Ivey (8)     | Little Caesars Arena 17 899       | 15 - 42 |
| 58                     | 12 février  | @ Toronto   | D 118-119       | Bojan Bogdanović (33) | Hamidou Diallo (7)  | Jaden Ivey (7)     | Scotiabank Arena 19 800           | 15 - 43 |
| 59                     | 15 février  | @ Boston    | D 109-127       | Bojan Bogdanović (28) | Jalen Duren (8)     | Killian Hayes (9)  | TD Garden 19 156                  | 15 - 44 |
| NBA All-Star Game 2023 |             |             |                 |                       |                     |                    |                                   |         |
| 60                     | 23 février  | @ Orlando   | D 106-108       | Jaden Ivey (25)       | James Wiseman (10)  | Killian Hayes (5)  | Amway Center 18 846               | 15 - 45 |
| 61                     | 25 février  | Toronto     | D 91-95         | Marvin Bagley (21)    | Marvin Bagley (18)  | Jaden Ivey (10)    | Little Caesars Arena 20 190       | 15 - 46 |
| 62                     | 27 février  | @ Charlotte | D 106-117       | James Wiseman (23)    | Marvin Bagley (12)  | Killian Hayes (10) | Spectrum Center 14 184            | 15 - 47 |

| Match | Date match | Équipe          | Score     | Meilleur marqueur     | Meilleur rebondeur  | Meilleur passeur   | Lieux Spectateurs                 | Série   |
| ----- | ---------- | --------------- | --------- | --------------------- | ------------------- | ------------------ | --------------------------------- | ------- |
| 63    | 1er mars   | Chicago         | D 115-117 | Bojan Bogdanović (34) | Bagley, Wiseman (9) | Killian Hayes (7)  | Little Caesars Arena 18 098       | 15 - 48 |
| 64    | 4 mars     | @ Cleveland     | D 90-114  | Marvin Bagley (20)    | Marvin Bagley (13)  | Killian Hayes (5)  | Rocket Mortgage FieldHouse 19 432 | 15 - 49 |
| 65    | 6 mars     | Portland        | D 104-110 | Isaiah Livers (17)    | Bagley, Diallo (8)  | Jaden Ivey (13)    | Little Caesars Arena 16 989       | 15 - 50 |
| 66    | 7 mars     | Washington      | D 117-119 | Jaden Ivey (26)       | Eugene Omoruyi (6)  | Jaden Ivey (12)    | Little Caesars Arena 17 855       | 15 - 51 |
| 67    | 9 mars     | Charlotte       | D 103-113 | Cory Joseph (17)      | James Wiseman (13)  | Jaden Ivey (6)     | Little Caesars Arena 17 121       | 15 - 52 |
| 68    | 11 mars    | Indiana         | D 115-121 | Isaiah Livers (18)    | Jalen Duren (11)    | Killian Hayes (13) | Little Caesars Arena 20 190       | 15 - 53 |
| 69    | 13 mars    | Indiana         | V 117-97  | Cory Joseph (22)      | James Wiseman (14)  | Killian Hayes (11) | Little Caesars Arena 18 313       | 16 - 53 |
| 70    | 14 mars    | @ Washington    | D 97-117  | Killian Hayes (20)    | James Wiseman (10)  | Killian Hayes (7)  | Capital One Arena 15 279          | 16 - 54 |
| 71    | 16 mars    | Denver          | D 100-119 | Rodney McGruder (20)  | Jalen Duren (13)    | Killian Hayes (7)  | Little Caesars Arena 17 987       | 16 - 55 |
| 72    | 19 mars    | Miami           | D 100-112 | James Wiseman (22)    | James Wiseman (13)  | Killian Hayes (11) | Little Caesars Arena 20 190       | 16 - 56 |
| 73    | 21 mars    | @ Atlanta       | D 107-129 | Marvin Bagley (31)    | Eugene Omoruyi (9)  | Killian Hayes (6)  | State Farm Arena 17 129           | 16 - 57 |
| 74    | 24 mars    | @ Toronto       | D 97-118  | Jaden Ivey (20)       | Marvin Bagley (9)   | Jaden Ivey (8)     | Scotiabank Arena 19 800           | 16 - 58 |
| 75    | 27 mars    | Milwaukee       | D 117-126 | Jaden Ivey (32)       | Jalen Duren (10)    | Jaden Ivey (8)     | Little Caesars Arena 21 090       | 16 - 59 |
| 76    | 29 mars    | @ Oklahoma City | D 106-107 | Jaden Ivey (24)       | James Wiseman (11)  | Jaden Ivey (9)     | Paycom Center 15 047              | 16 - 60 |
| 77    | 31 mars    | @ Houston       | D 115-121 | Marvin Bagley (21)    | Jalen Duren (10)    | Jaden Ivey (9)     | Toyota Center 15 844              | 16 - 61 |

| Match | Date match | Équipe    | Score     | Meilleur marqueur  | Meilleur rebondeur | Meilleur passeur  | Lieux Spectateurs            | Série   |
| ----- | ---------- | --------- | --------- | ------------------ | ------------------ | ----------------- | ---------------------------- | ------- |
| 78    | 2 avril    | @ Orlando | D 102-128 | Killian Hayes (20) | James Wiseman (10) | Killian Hayes (7) | Amway Center 19 431          | 16 - 62 |
| 79    | 4 avril    | Miami     | D 105-118 | Jaden Ivey (30)    | Jalen Duren (14)   | Killian Hayes (8) | Little Caesars Arena 18 453  | 16 - 63 |
| 80    | 5 avril    | Brooklyn  | D 108-123 | R. J. Hampton (27) | Jalen Duren (8)    | Jaden Ivey (10)   | Little Caesars Arena 18 313  | 16 - 64 |
| 81    | 7 avril    | @ Indiana | V 122-115 | Jaden Ivey (29)    | Jalen Duren (10)   | Jaden Ivey (9)    | Gainbridge Fieldhouse 17 274 | 17 - 64 |
| 82    | 9 avril    | @ Chicago | D 81-103  | Killian Hayes (26) | Jalen Duren (18)   | Cory Joseph (9)   | United Center 21 530         | 17 - 65 |

### Confrontations en saison régulière
| Conférence Est      | Conférence Est                            | Conférence Est                            | Conférence Est                            | Conférence Est                            | Conférence Ouest                          | Conférence Ouest                          | Conférence Ouest                          |
| Division Atlantique | Division Atlantique                       | Division Atlantique                       | Division Atlantique                       | Division Atlantique                       | Division Nord-Ouest                       | Division Nord-Ouest                       | Division Nord-Ouest                       |
| Équipe              | Domicile                                  | Domicile                                  | Extérieur                                 | Extérieur                                 | Équipe                                    | Domicile                                  | Extérieur                                 |
| ------------------- | ----------------------------------------- | ----------------------------------------- | ----------------------------------------- | ----------------------------------------- | ----------------------------------------- | ----------------------------------------- | ----------------------------------------- |
| Boston              | 108-117                                   | 99-111                                    | 112-128                                   | 109-127                                   | Denver                                    | 100-119                                   | 110-108                                   |
| Brooklyn            | 121-124                                   | 108-123                                   | 130-122                                   |                                           | Minnesota                                 | 135-118                                   | 116-104                                   |
| New York            | 110-140                                   | 104-117                                   | 106-130                                   | 112-121                                   | Oklahoma City                             | 112-103                                   | 106-107                                   |
| Philadelphie        | 111-123                                   |                                           | 93-113                                    | 116-147                                   | Portland                                  | 104-110                                   | 106-135                                   |
| Toronto             | 111-115                                   | 91-95                                     | 118-119                                   | 97-118                                    | Utah                                      | 111-126                                   | 125-116                                   |
| Division            | 1–17 (Domicile : 0-9; Extérieur : 1-8)    | 1–17 (Domicile : 0-9; Extérieur : 1-8)    | 1–17 (Domicile : 0-9; Extérieur : 1-8)    | 1–17 (Domicile : 0-9; Extérieur : 1-8)    | Division                                  | 5–5 (Domicile : 2-3; Extérieur : 3-2)     | 5–5 (Domicile : 2-3; Extérieur : 3-2)     |
| Division Centrale   | Division Centrale                         | Division Centrale                         | Division Centrale                         | Division Centrale                         | Division Pacifique                        | Division Pacifique                        | Division Pacifique                        |
| Équipe              | Domicile                                  | Domicile                                  | Extérieur                                 | Extérieur                                 | Équipe                                    | Domicile                                  | Extérieur                                 |
| Chicago             | 108-126                                   | 115-117                                   | 118-132                                   | 81-103                                    | Golden State                              | 128-114                                   | 122-119                                   |
| Cleveland           | 88-112                                    | 94-102                                    | 85-113                                    | 90-114                                    | L.A. Clippers                             | 131-142 (OT)                              | 91-96                                     |
|                     |                                           |                                           |                                           |                                           | L.A. Lakers                               | 117-124                                   | 121-128                                   |
| Indiana             | 115-121                                   | 117-97                                    | 115-124                                   | 122-115                                   | Phoenix                                   | 100-116                                   | 102-108                                   |
| Milwaukee           | 130-150                                   | 117-126                                   | 108-110                                   | 91-116                                    | Sacramento                                | 113-122                                   | 129-137                                   |
| Division            | 2–14 (Domicile : 1-7; Extérieur : 1-7)    | 2–14 (Domicile : 1-7; Extérieur : 1-7)    | 2–14 (Domicile : 1-7; Extérieur : 1-7)    | 2–14 (Domicile : 1-7; Extérieur : 1-7)    | Division                                  | 2–8 (Domicile : 1-4; Extérieur : 1-4)     | 2–8 (Domicile : 1-4; Extérieur : 1-4)     |
| Division Sud-Est    | Division Sud-Est                          | Division Sud-Est                          | Division Sud-Est                          | Division Sud-Est                          | Division Sud-Ouest                        | Division Sud-Ouest                        | Division Sud-Ouest                        |
| Équipe              | Domicile                                  | Domicile                                  | Extérieur                                 | Extérieur                                 | Équipe                                    | Domicile                                  | Extérieur                                 |
| Atlanta             | 113-118                                   | 112-136                                   | 105-130                                   | 107-129                                   | Dallas                                    | 131-125 (OT)                              | 105-111                                   |
| Charlotte           | 118-112                                   | 103-113                                   | 141-134 (OT)                              | 106-117                                   | Houston                                   | 114-117                                   | 115-121                                   |
| Miami               | 100-112                                   | 105-118                                   | 116-96                                    |                                           | Memphis                                   | 112-122                                   | 103-114                                   |
| Orlando             | 113-109                                   | 121-101                                   | 106-108                                   | 102-128                                   | New Orleans                               | 110-116                                   | 98-104                                    |
| Washington          | 117-119                                   |                                           | 99-120                                    | 97-117                                    | San Antonio                               | 138-131 (2OT)                             | 109-121                                   |
| Division            | 5–12 (Domicile : 3-5; Extérieur : 2-7)    | 5–12 (Domicile : 3-5; Extérieur : 2-7)    | 5–12 (Domicile : 3-5; Extérieur : 2-7)    | 5–12 (Domicile : 3-5; Extérieur : 2-7)    | Division                                  | 2–8 (Domicile : 2-3; Extérieur : 0-5)     | 2–8 (Domicile : 2-3; Extérieur : 0-5)     |
| Conférence          | 8–44 (Domicile : 4–22; Extérieur : 4–22)  | 8–44 (Domicile : 4–22; Extérieur : 4–22)  | 8–44 (Domicile : 4–22; Extérieur : 4–22)  | 8–44 (Domicile : 4–22; Extérieur : 4–22)  | Conférence                                | 9–21 (Domicile : 5–10; Extérieur : 4–11)  | 9–21 (Domicile : 5–10; Extérieur : 4–11)  |
| Total               | 17–65 (Domicile : 9–32; Extérieur : 8–33) | 17–65 (Domicile : 9–32; Extérieur : 8–33) | 17–65 (Domicile : 9–32; Extérieur : 8–33) | 17–65 (Domicile : 9–32; Extérieur : 8–33) | 17–65 (Domicile : 9–32; Extérieur : 8–33) | 17–65 (Domicile : 9–32; Extérieur : 8–33) | 17–65 (Domicile : 9–32; Extérieur : 8–33) |

## Classements
| Conférence Est | Conférence Est             | Conférence Est | Conférence Est | Conférence Est | Conférence Est | Conférence Est | Conférence Est |
| No             | Franchise                  | Vic.           | Déf.           | MJ             | V/D            | GB             |                |
| -------------- | -------------------------- | -------------- | -------------- | -------------- | -------------- | -------------- | -------------- |
| 1              | z - Bucks de Milwaukee     | 58             | 24             | 82             | .707           | -              |                |
| 2              | y - Celtics de Boston      | 57             | 25             | 82             | .695           | 1              |                |
| 3              | x - 76ers de Philadelphie  | 54             | 28             | 82             | .659           | 4              |                |
| 4              | x - Cavaliers de Cleveland | 51             | 31             | 82             | .622           | 7              |                |
| 5              | x - Knicks de New York     | 47             | 35             | 82             | .573           | 11             |                |
| 6              | x - Nets de Brooklyn       | 45             | 37             | 82             | .549           | 13             |                |
|                |                            |                |                |                |                |                |                |
| 7              | x - Heat de Miami          | 44             | 38             | 82             | .537           | 14             |                |
| 8              | y - Hawks d'Atlanta        | 41             | 41             | 82             | .500           | 17             |                |
| 9              | pi - Raptors de Toronto    | 41             | 41             | 82             | .500           | 17             |                |
| 10             | pi - Bulls de Chicago      | 40             | 42             | 82             | .488           | 18             |                |
|                |                            |                |                |                |                |                |                |
| 11             | o - Pacers de l'Indiana    | 35             | 47             | 82             | .427           | 23             |                |
| 12             | o - Wizards de Washington  | 35             | 47             | 82             | .427           | 23             |                |
| 13             | o - Magic d'Orlando        | 34             | 48             | 82             | .415           | 24             |                |
| 14             | o - Hornets de Charlotte   | 27             | 55             | 82             | .329           | 31             |                |
| 15             | o - Pistons de Détroit     | 17             | 65             | 82             | .207           | 41             |                |

| Division Centrale          | V  | D  | MJ | V/D  | GB | Dom   | Ext   | Div  |
| -------------------------- | -- | -- | -- | ---- | -- | ----- | ----- | ---- |
| y - Bucks de Milwaukee     | 58 | 24 | 82 | .707 | –  | 32-9  | 26-15 | 11-5 |
| x - Cavaliers de Cleveland | 51 | 31 | 82 | .622 | 7  | 31-10 | 20-21 | 13-3 |
| pi - Bulls de Chicago      | 40 | 42 | 82 | .488 | 18 | 22-19 | 18-23 | 7-9  |
| o - Pacers de l'Indiana    | 35 | 47 | 82 | .427 | 23 | 20-21 | 15-26 | 7-9  |
| o - Pistons de Détroit     | 17 | 65 | 82 | .207 | 41 | 9-32  | 8-33  | 2-14 |